# QUOROM
QUOROM（メタアナリシス報告品質基準、the Quolity of Reporting of Meta-analyses standards）は、QUOROMグループが策定したメタアナリシスの報告の品質に関する基準。

## 概要
多くの医学・生命科学系ジャーナルにおいて、ランダム化比較試験（RCT）のメタアナリシスやシステマティック・レビューの論文を投稿する際には、QUOROM声明として知られる品質ガイドラインの遵守に加えて、QUOROMフローチャートの掲載が必要であった。
研究の組み入れ・除外の決定は効果量の測定値にバイアスを生じうるので、決定の透明性を高めることを目的として、QUOROMフローチャートの掲載が義務づけられた。
2009年、QUOROM声明は、システマティック・レビューの科学におけるいくつかの概念的および実用的な進歩に対応するために更新され、PRISMA（システマティックレビューおよびメタアナリシスのための優先的報告項目、Preferred Reporting Items for Systematic Reviews and Meta-Analyses）と改称された。